# Vigna radiata
Златни мунго пасуљ (Vigna radiata) је једногодишња зељаста биљка која припада роду Vigna из породице бобова (Fabaceae). Највише се узгаја на подручју Индије, Кине и у целој Југоисточној Азији, а то су уједно и подручја где се највише и користи.
У исхрани се користи осушено семе, махуне и клице.

## Основне карактеристике
Златни мунго је ејдногодишња зељаста легумниоза која у висину може да нарасте и до 120 центиметара. Као и већина биљака из рода Vigna, и мунго пасуљ има крупне троделне листове формиране на дугачким лисним дршкама. Цваст је рацемозна, а појединачни цветови имају облик уснатица и жуте су до љубичасте боје. Плод је махуна у којој се налазе јестиво семе зеленкасте боје. Када се семе ољушти добија карактеристичну златножуту боју. Семе је ситно и достиже дужиину од свега 2 до 4 мм.

## Доместификација и култивизација
Мунго пасуљ настао је доместификацијом дивље врсте Vigna radiata subs. sublobata на подручју Персије (данашњи Иран). Археолози су пронашли бројно угљенисано семе мунго пасуља, а верује се да су ову врсту за исхрану узгајали још у Харапан цивилизацији (данашње индијске државе Пенџаб и Харајана) још пре 4,5 хиљада година. Најстарији археолошки докази о доместификацији на подручју јужне Индије (држава Карнатака) датирају на период од пре 4.000 година. Многи биолози сматрају да су то била два одвојена подручја доместификације ове врсте.
За кратко време ова врста поврћа се из Индије проширила на Кину и на целу југоисточну Азију. На подручју Тајланда ова врста се узгаја најмање 2.200 година. Током IX и X века почиње да се узгаја и на тлу Африке (острво Пемба).

## Употреба
Као и све легуминозе и мунго пасуљ је висококалорична намирница са јако високим садржајем протеина биљног порекла. Садржи и природне инхибиторе протеазе, те витамине Б и Ц, калијум, магнезијум, гвожђе, фосфор, бакар и друге елементе. У традиционалној кинеској медицини користи се као детоксикатор.